# Alnwicki Vilmos
Alnwicki Vilmos (latinul: Guillelmus Alaunovicanus, angolul: William of Alnwick), (Anglia, 1275 körül – Avignon, 1333 márciusa) középkori angol filozófus és teológus.
Ferences szerzetes volt, akitől egy Quaestiones de esse intelligibili című írás maradt fenn az utókorra. A szerző azt vizsgálja, hogy milyen fokú valóságosságot lehet tulajdonítani a megismert tárgy létének, amennyiben e tárgyat csak mint gondolatban levő ismert tárgyat tekinti az ember. Mint kiemeli, Duns Scotus e tárgynak egyfajta viszonylagos létet tulajdonít (lat. esse cogitum), ám ez a tétel nem bír semmiféle érthető és meghatározható jelentéssel. Hiszen egy Caesart ábrázoló szoborban sem eredményez Caesartól különböző realitást a megismerése. Az értelem felől nézve: egy kő léte mint az értelem által megismert dolog léte nem lesz más, mint a követ ismerő értelem léte.
A konklúziót Vilmos az isteni ideákra is vonatkoztatja, és tagadja, hogy ezek rendelkeznének az isteni értelemben vett intelligibilis léttel, amely nem teremtett ugyan, de legalább létrehozott lenne. Érdekes, hogy Vilmos emellett elutasítja azt a korabeli elterjedt nézetet is, hogy a lélek halhatatlanságának bizonyítékai többet jelentenének a puszta valószínűségnél.